# Zone (Brescia)

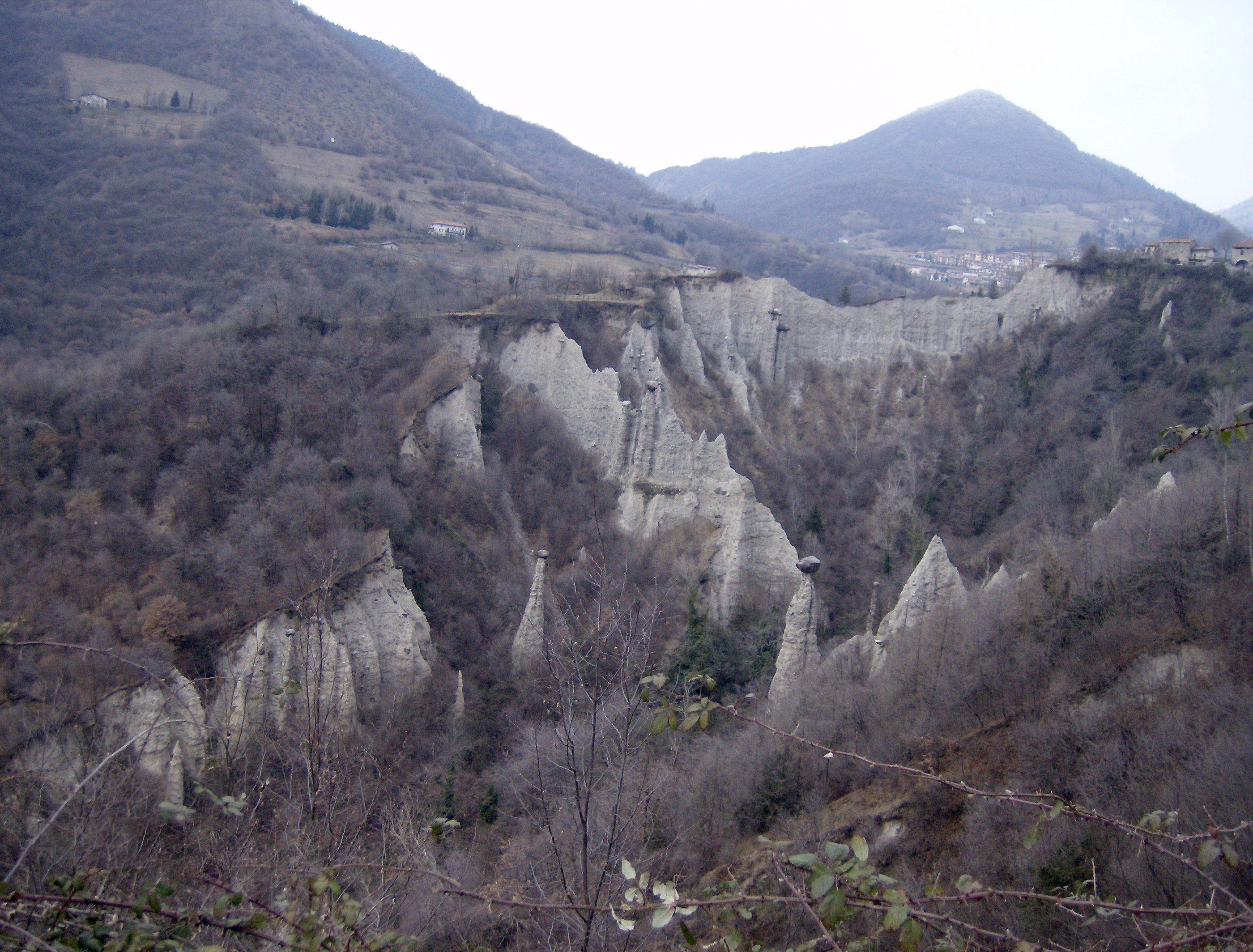
Piramides van Zone

Zone is een gemeente in de Italiaanse provincie Brescia (regio Lombardije) en telt 1089 inwoners (31-12-2012). De oppervlakte bedraagt 19,6 km², de bevolkingsdichtheid is 56 inwoners per km².

## Demografie
Het inwoneraantal van de plaats is sinds het begin van de 20e eeuw stabiel. Het aantal inwoners is al die tijd iets meer dan 1000 geweest. Zone telde in 2004 ongeveer 528 huishoudens. Het aantal inwoners steeg in de periode 1991-2001 met 0,6% volgens cijfers uit de tienjaarlijkse volkstellingen van ISTAT.
| Jaar | Inwoneraantal |
| ---- | ------------- |
| 1991 | 1138          |
| 2001 | 1145          |
| 2011 | 1091          |

## Aardpiramide
Bij de plaats liggen aardpiramides. Aardpiramides ontstaan op plaatsen met zachte gesteenten die bedekt zijn door hardere gesteenten in een omgeving waar veel erosie is. De erosie verwijdert het zachte gesteente behalve op plaatsen waar een restant van het bovenliggende hardere gesteente achterblijft. De aardpiramides van Zone zijn bereikbaar via een voetpad dat eromheen loopt. De piramides zijn in het wapen van de plaats verwerkt.

## Geografie
Zone grenst aan de volgende gemeenten: Marcheno, Marone, Pisogne, Tavernole sul Mella.